# Гуди, Джейд
Джейд Кери́са Лорре́йн Гу́ди (англ. Jade Cerisa Lorraine Goody; 6 июня 1981, Бермондси, Лондон, Англия, Великобритания — 22 марта 2009, Апшир, Эссекс, Англия, Великобритания) — британская бизнесвумен, парфюмер, писательница и телевизионная персона. Экс-участница реалити-шоу «Big Brother» (2002—2009). Была широко известна как «Королева реалити-шоу» (англ. «The Queen of Reality TV»).

## Биография

### Ранние годы
Джейд Кериса Лоррейн Гуди родилась 6 июня 1981 года в Бермондси (Лондон, Англия, Великобритания). Её отец — Эндрю Гуди (1963—2005, умер от передозировки наркотиков), мать — Джеки Бадден (г.р. 1958); они расстались когда их дочери было 2 года. В юности Гуди работала помощницей стоматолога.

### Карьера
С 2002 года и до момента смерти в 2009 году Джейд была участницей реалити-шоу «Big Brother».
Также Джейд занималась предпринимательством, выпускала собственный парфюм. В течение продолжительного времени духи от Джейд были достаточно популярными и были лидером продаж. Позже духи Гуди перестали распространяться, связано это было, в первую очередь, с тем, что девушку обвиняли в расизме. В 2007 году продажа духов возобновилась.
В мае 2006 года Джейд выпустила автобиографию, которая имела успех.

### Личная жизнь
В 2002—2004 года Джейд встречалась с Джеффом Брейзиром, от которого родила двоих сыновей — Бобби Джека Брейзиера (06.06.03) и Фредди Брейзиера (род. в сентябре 2004 года).
В 2005 году в течение полугода Джейд встречалась с Районом Аму.
В 2007 году Джейд начала встречаться с Джеком Твидом, за которого вышла замуж 22 февраля 2009 года, ровно за месяц до своей смерти. В 2007 году она была беременна своим третьим ребёнком, но в июне этого же года у неё произошёл выкидыш.

### Проблемы со здоровьем и смерть
Проблемы со здоровьем преследовали Джейд на протяжении долгих лет.
В 2002 году мазок Папаниколау показал, что у неё имеются проблемы с шейкой матки.
В 2004 и 2006 годах у неё были обнаружены предрасположенности к раку яичников и раку кишечника.
В 2008 году ей был диагностирован рак шейки матки, что стало мгновенно известно СМИ, да и сама Джейд не скрывала болезни. Изначально Гуди было сообщено, что шансов выжить у неё примерно 40 %. В феврале 2009 Джейд сообщили, что жить ей осталось не больше чем несколько недель.
Скончалась Гуди 22 марта 2009 года в 27-летнем возрасте. Она была похоронена 4 апреля 2009 года. На похоронах Джейд помимо её многочисленных родственников и друзей присутствовали ещё тысячи людей, среди которых около 40 журналистов и операторов, знаменитости и поклонники Гуди.
Я попросил Бога дать мне силы и вылечить моё разбитое сердце — сказал на похоронах вдовец Гуди. Жизнь никогда не будет той же без тебя — добавил он. Но когда мы будем смотреть в небо на яркие звёзды, Бобби, я и Фредди будем посылать тебе всю нашу любовь.
Выступая на похоронах публицист и друг Джейд — Макс Клиффорд сказал:

— Это печальный день. Она была просто молодой женщиной. Никто не может поспорить, с тем, что она добилась многого. За последний год множество людей узнали Джейд Гуди. Её жизнь и смерть будет примером для множества людей. Думаю, что когда она следит за тем, что сейчас происходит, она улыбается.